# Crveno jezero (Bjelorusija)
Crveno jezero (bjeloruski: Чырвонае возера, ruski: Червоное озеро) je veliko slatkovodno jezero u Gomeljskoj oblast u južnom dijelu Bjelorusije.
Jezero je dugačko 12,1 km, a široko 5,2 km, proteže se u smjeru sjeverozapada do jugoistoka. Prosječna dubina je 0,7 m, a maksimalno 4 metra, ukupna površina mu je 43,6 km². Tijekom zime jezero je smrznuto u periodu od studenog ili prosinca do ožujka ili travnja. Odvodnim kanalima jezerska voda teče do Pripjata. Jezero je bogato ribom, tu živi deverika, štuka, smuđ i ostale vrste. Na obalama žive dabar, vidra, ris, vuk, kornjača, jelen, zec, lasica i druge životinje.